# Oronotus inquietus
Oronotus inquietus är en stekelart som först beskrevs av Cameron 1897.  Oronotus inquietus ingår i släktet Oronotus och familjen brokparasitsteklar. Inga underarter finns listade i Catalogue of Life.